# Борні естери

Триметилборат — популярний боратний ефір, який використовується в органічному синтезі

Естери бору (або органічні борати) — борорганічні сполуки. Існує два основних класи боратних ефірів : ортоборати (B(OR)3)  і метаборати (B3O3(OR)3). Метаборати містять 6-членні бороксинові кільця.

## Властивості
Метаборатні естери демонструють проявляють властивості кислоти Льюїса і можуть ініціювати реакції полімеризації епоксиду. Кислотність ортоборатних ефірів, визначена за методом Гутмана-Беккета, є відносно низькою.
Цікавою особливістю органічних боратів є те, що їх полум'я має низьку температуру (близько 30 °C), тому в нього можна вносити руку без сильного ризику обпектися. Зрозуміло, робити це потрібно обережно (адже найчастіше підпалюють спиртовий розчин, а спирт згоряє з виділенням значної кількості теплоти) — і лише в зелену частину, тобто туди, де горить сам борат, можна підносити руку.
Як і ефіри інших мінеральних кислот, гідролізуються водними розчинами лугів.

## Отримання
Боратні естери отримують при реакції борної кислоти зі спиртами, в присутності дегідратуючого агенту (наприклад концентрованої сірчаної кислоти).
{\displaystyle {\ce {B(OH)3 + 3 ROH -> B(OR)3 + 3 H2O}}}
{\displaystyle {\ce {3 B(OH)3 + 3 ROH -> B3O3(OR)3 + 6 H2O}}}
Несиметричні боратні ефіри отримують алкілуванням триметилборату:
{\displaystyle {\ce {ArMgBr + B(OCH3)3 -> MgBrOCH3 + ArB(OCH3)2}}}
{\displaystyle {\ce {ArB(OCH3)2 + 2H2O -> ArB(OH)2 + 2HOCH3}}}
Боратні ефіри леткі, тому їх можна очистити перегонкою.
Боратні естери утворюються спонтанно при реакції з діолами, такими як цукри, а реакція з манітолом є основою титриметричного аналітичного методу для борної кислоти.

## Використання
Леткість боратних естерів використовується для аналізу слідових кількостей борату та для аналізу бору в сталі. Як і всі сполуки бору, алкілборати горять характерним зеленим полум'ям. В якісному аналізі цю властивість використовують для визначення присутності бору.
Триметилборат використовується як попередник боронових ефірів, що використовується в реакції Судзукі.
Борні естери гідролізуються до боронових кислот, які використовуються в реакціях Судзукі.